# اورنیتین
اورنیتین (به انگلیسی: Ornithine) با فرمول شیمیایی C5H12N2O2 یک ترکیب شیمیایی با شناسه پاب‌کم 16685188 است. که جرم مولی آن ۱۳۲٫۱۶ گرم بر مول می‌باشد.
اورنیتین یک اسیدآمینه آزاد داخل بدن انسان است ولی در ساختار پروتئین های آن شرکت نمی‌کند.
اورنیتین از اسیدآمینه آرژنین ساخته میشود و در چرخه اوره نقش مهمی دارد.